# Балдырганлы

Балдырганлы (азерб. Baldırğanlı) — село в Магыдеринском сельском автономном территориальном округе Лачинского района республики Азербайджан.

## История
Начиная с 1992 года село входило в состав Кашатагского района непризнанной Нагорно-Карабахской Республики и было под контролем вооруженных сил Армении вплоть до 2020 года. 1 декабря 2020 года село было оккупировано вооруженными силами Азербайджана в ходе Второй Карабахской войны.

## География
Село расположено в Азербайджане в 293 км в западом направлении от Баку. Находится на высоте 1337 метров над уровнем моря.

## Население
Исторически большая часть жителей села согласно статистике были азербайджанцы. Численность населения на 2019 год 15 человек. Является самым малозаселенным населенным пунктом Магыдеринского сельского АТО.